# Пинзеник Олеся Олександрівна
Олеся Олександрівна Пинзеник (нар. 31 липня 1977, Іршава, Закарпатська область) — українська громадська діячка, що переважно займається природозахисною діяльністю у Києві, депутатка Київської міської ради.

## Життєпис
Народилася 31 липня 1977 року в Іршаві Закарпатської області. 1994 року переїхала до Києва.
1998 — бакалавр економіки, друга додаткова спеціалізація — «політологія» (НаУКМА).
2000 — магістр політології НаУКМА.
Починала кар'єру у проєктах USAID та ПРООН. 2002 року почала працювати в KPMG, у 2004 році почала працювати керівницею аудиторських проєктів у офісі KPMG у Нью-Йорку.
2007 року стала менеджеркою інвест-проєктів Merit Invest. З грудня 2019 року працює радницею генерального директора ТОВ «Енергетично-дорожнє будівництво».

## Депутатство
У 2015 році Пинзеник двічі балотувалася до Київради від «Самопомочі». У січні вона програла Юрію Сулизі з БПП на довиборах по мажоритарному округу в Дарницькому районі, а у жовтні перемогла на чергових виборах по «мажоритарці» в окрузі 9 (Голосіївський район). У Київраді VIII скликання входила до складу фракції «Самопоміч» та постійної комісії з питань екологічної політики. У 2018, після розпаду фракції «Самопоміч», стала позафракційною.
2020 року переобралася від партії УДАР у Голосіївському районі столиці (округ 1).
У 2021 році стала радницею уповноваженого Верховної ради України з прав людини по Києву та Київській області.

### Діяльність
Навесні 2017 року вимагала розслідувати законність придбання 200 підземних сміттєвих баків.
2017 - співавтор рішення «Про припинення розміщення заїжджих пересувних цирків-шапіто з тваринами на території міста Києва».
У 2018 році вимагала від київської влади, Міністерства культури та ДАБІ зупинити будівництво багатоповерхівки упритул до Музею видатних діячів української культури. Тоді ж вимагала не допустити забудови Совських ставків.
У першій половині 2020-х років продовжувала займатися темою збереження Совських ставків, зокрема організовувала толоки задля прибирання прилеглої території. Також виступала проти проєктів нової забудови історичного центру та природохоронних зон Києва, зокрема Труханого острову, Жукового острову, ландшафтного заказника «Троєщинські луки», який був створений завдяки її зусиллям.
Співініціатор перейменування проспекту Космонавта Комарова на проспект Любомира Гузара, вулиці Московської на вулицю Князів Острозьких.
У 2023 році ініціювала перейменування площі Льва Толстого на Українських Героїв та станції метро Площа Льва Толстого на Площа Українських Героїв.
У 2023 році разом з Адою Роговцевою подала клопотання про присвоєння Ліні Костенко звання Почесний громадянин Києва. Звання було присвоєне у 2024.
Пинзеник сприяла ініціативі вшанування пам'яті загиблого захисника України Григорія Цехмістренка та присвоєння школі № 89 його імені. Була ініціаторкою закладання у Голосіївському парку Алеї пам'яті захисників України, які були страчені у російському полоні у ніч з 28 на 29 липня 2022 року в Оленівці.
У квітні 2024 року з ініціативи Пинзенник Олександрівську лікарню було перейменовано на Свято-Михайлівську.
У лютому 2025 звернулася до мера міста щодо повернення назви на честь гетьмана Івана Мазепи (яку вулиця мала до 2010 року) вулиці Лаврській.
До червня 2025 Пинзеник, як депутат міської ради, стала ініціаторкою створення 18 нових об'єктів природно-заповідного фонду на території Києва, загальною площею 3454 га. Також була ініціаторкою рішень Київради «Про введення мораторію на вирубку зелених насаджень у межах природно-заповідного фонду міста Києва», «Про створення охоронних зон навколо гнізд рідкісних видів птахів, занесених до Червоної книги України», «Про організаційно-правові заходи щодо захисту ландшафтного заказника місцевого значення „Протасів Яр“ імені Романа Ратушного».

## Особисте життя
Дядбко - ексміністр економіки Віктора Пинзеника.
Чоловік - підприємець Олег Борисович Рожко. Доньки Софія та Марія. У 2023 удочерила шестирічну Олександру з Маріуполя.
Займається пошуковою екологічною діяльністю.

## Відзнаки та нагороди
- Тричі визнавалася найкращим депутатом Київради за результатами комплексного персонального оцінювання діяльності депутатів відповідно до громадської кампанії «Атестація депутатів місцевих рад», яка проходила за підтримки Національного фонду на підтримку демократії та Міжнародного фонду «Відродження»[38][39][40][41]
- Орден святої великомучениці Варвари ПЦУ (2025)[42]
- 2018, 2019 та 2023 - один із найкращих депутатів Київради за результатами оцінюванню «Атестації депутатів місцевих рад» за підтримки Національного фонду на підтримку демократії та Міжнародного фонду «Відродження»[39][40][41].

## Публікації
- Як правильно дерусифікувати метро Льва Толстого та вулиці Толстого і Пушкіна?
- Київ втрачає легені: в столиці вирубано 1 мільйон дерев
- Книга «З днем народження, Україно»
- Книга «Обережно: незнайомець!»[43][35]